# Kivijärvi (sjö i Jockas, Södra Savolax)
Kivijärvi är en sjö i kommunen Jockas i landskapet Södra Savolax i Finland. Sjön ligger 128,6 meter över havet. Arean är 70 hektar och strandlinjen är 4,92 kilometer lång. Sjön  ingår i Vuoksens huvudavrinningsområde.   Den ligger omkring 36 kilometer nordöst om S:t Michel och omkring 250 kilometer nordöst om Helsingfors. 